# Gimospelen

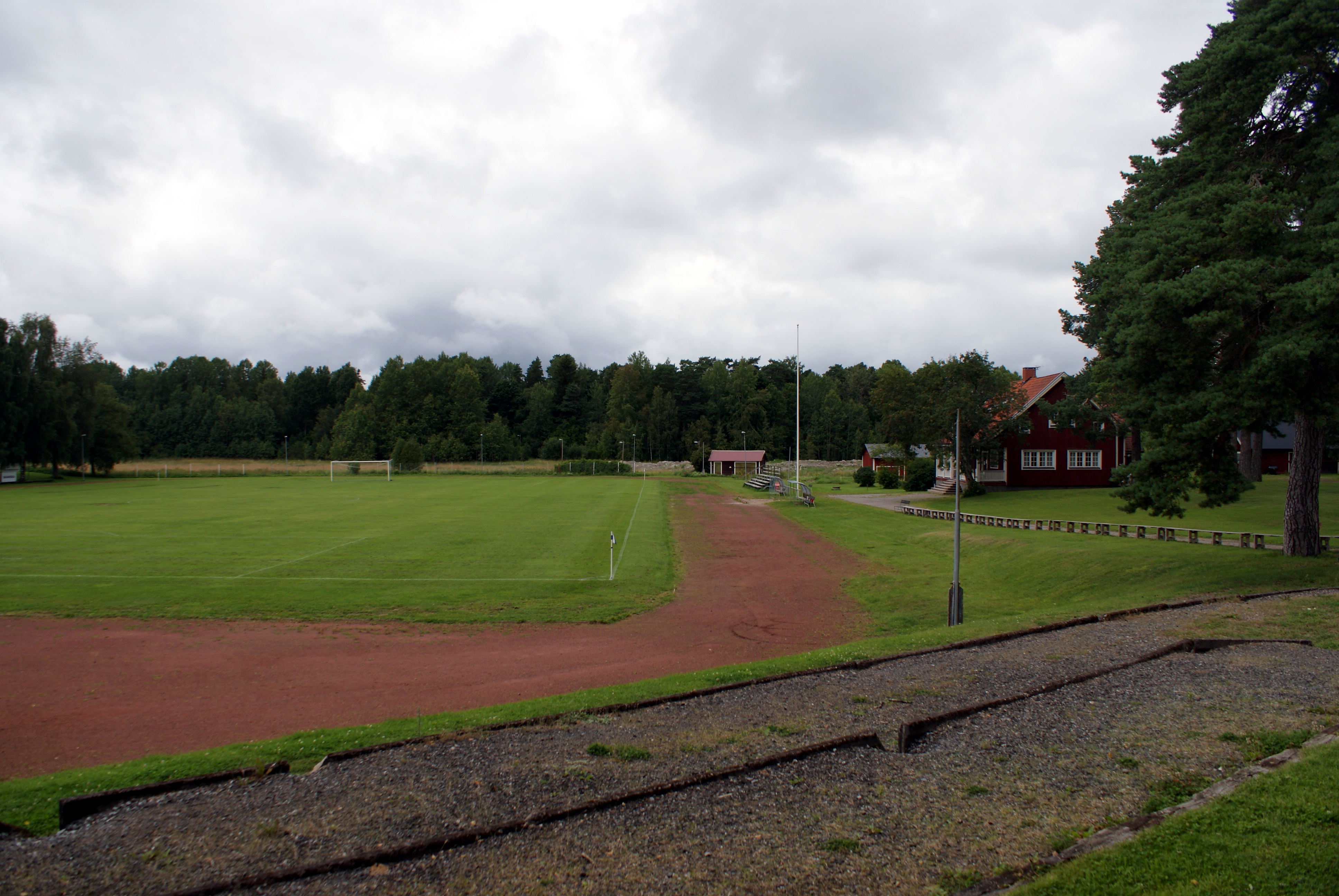
Idrottsgården i Gimo, där Gimospelen hölls under åren 1914–1977.

Gimospelen var en tvådagarstävling i friidrott som arrangerades av Gimo IF i bruksorten Gimo i Uppland under åren 1914–1977.
Under den tid som tävlingarna anordnades sattes två svenska och ett japanskt rekord.
År 1928 blev Gimospelen till nationella tävlingar. När tävlingarna hade sina glansdagar i början av 1960-talet hade de över 4 000 åskådare.
Att tävlingarna upphörde 1977 berodde delvis på stor konkurrens från andra tävlingar och att tävlingsbanorna, som var belagda med kolstybb, blev omoderna.

## Nostalgidag
Den 30 maj 2008 hölls det en nostalgidag i Gimo till minne av tävlingarna.

### Fotnoter
1. ↑  ”Gimospelen – en klassiker i svensk friidrottshistoria”. Textograf.com. http://www.textograf.com/bocker.php?bookid=25. Läst 11 februari 2012.
2. 1 2  ”Gimospelen en tävling att minnas”. GD.se. 13 juni 2008. Arkiverad från originalet den 25 maj 2012. http://archive.is/2012.05.25-035357/http://gd.se/sport/friidrott/1.33650-gimospelen-en-tavling-att-minnas. Läst 11 februari 2012.
3. ↑  ”Gimospelen 2008”. Gimobruk.nu. Arkiverad från originalet den 17 maj 2009. https://web.archive.org/web/20090517231522/http://www.gimobruk.nu/bildsida_berettare/gimospelen_2008.htm. Läst 11 februari 2012.
4. ↑  ”Yngve Vällstrand: Gimo IF och Gimospelen i våra hjärtan”. Gimobruk.nu. 2 april 2008. http://www.gimobruk.nu/berattar-cafe/yngve_vallstrand/yngve_vallstrand.htm. Läst 11 februari 2012.[död länk]
5. ↑  ”Nostalgisk kväll i Gimo”. UNT.se. 30 maj 2008. Arkiverad från originalet den 14 mars 2016. https://web.archive.org/web/20160314021840/http://www.unt.se/uppland/osthammar/nostalgisk-kvall-i-gimo-294329.aspx. Läst 11 februari 2012.

## Läs mer
- Gimospelen i Libris.